# NMBR
NMBR (англ. Neuromedin B receptor) – білок, який кодується однойменним геном, розташованим у людей на короткому плечі 6-ї хромосоми. Довжина поліпептидного ланцюга білка становить 390 амінокислот, а молекулярна маса — 43 435.
| 10         |  | 20         |  | 30         |  | 40         |  | 50         |
| ---------- |  | ---------- |  | ---------- |  | ---------- |  | ---------- |
| MPSKSLSNLS |  | VTTGANESGS |  | VPEGWERDFL |  | PASDGTTTEL |  | VIRCVIPSLY |
| LLIITVGLLG |  | NIMLVKIFIT |  | NSAMRSVPNI |  | FISNLAAGDL |  | LLLLTCVPVD |
| ASRYFFDEWM |  | FGKVGCKLIP |  | VIQLTSVGVS |  | VFTLTALSAD |  | RYRAIVNPMD |
| MQTSGALLRT |  | CVKAMGIWVV |  | SVLLAVPEAV |  | FSEVARISSL |  | DNSSFTACIP |
| YPQTDELHPK |  | IHSVLIFLVY |  | FLIPLAIISI |  | YYYHIAKTLI |  | KSAHNLPGEY |
| NEHTKKQMET |  | RKRLAKIVLV |  | FVGCFIFCWF |  | PNHILYMYRS |  | FNYNEIDPSL |
| GHMIVTLVAR |  | VLSFGNSCVN |  | PFALYLLSES |  | FRRHFNSQLC |  | CGRKSYQERG |
| TSYLLSSSAV |  | RMTSLKSNAK |  | NMVTNSVLLN |  | GHSMKQEMAL |  |            |

A: Аланін

C: Цистеїн

D: Аспарагінова кислота

E: Глутамінова кислота

F: Фенілаланін

G: Гліцин

H: Гістидин

I: Ізолейцин

K: Лізин

L: Лейцин

M: Метіонін

N: Аспарагін

P: Пролін

Q: Глутамін

R: Аргінін

S: Серин

T: Треонін

V: Валін

W: Триптофан

Кодований геном білок за функціями належить до рецепторів, g-білокспряжених рецепторів, білків внутрішньоклітинного сигналінгу, фосфопротеїнів. 
Локалізований у клітинній мембрані, мембрані.